# América FC (São José do Rio Preto)
América Futebol Clube, pot. América de Rio Preto – brazylijski klub piłkarski z siedzibą w mieście São José do Rio Preto, leżącym w stanie São Paulo.

## Osiągnięcia
- Campeonato Paulista do Interior: 1950
- Torneio Início Paulista: 1958
- MIstrz drugiej ligi stanu São Paulo (Campeonato Paulista Série A2) (3): 1957, 1963, 1999

## Historia
América założony został 28 stycznia 1946 roku. Tego dnia w hotelu São Paulo spotkali się Antônio Tavares Pereira Lima, inżynier drogowy Estrada de Ferro Araraquarense, Vitor Buongermino oraz 53 miejscowych sportowców, a także przedstawiciele dwóch lokalnych gazet - A Folha de Rio Preto i A Notícia. Zebrano się wówczas w celu utworzenia klubu, który miał być konkurencyjny wobec istniejącego dotąd w mieście São José do Rio Preto klubu Bancários. Klub nazwano América Futebol Clube - innymi sugerowanymi nazwami były Dinamo i Flamengo.
América rozegrał swój pierwszy mecz 17 marca 1946 z klubem Associação Atlética Ferroviária z miasta Araraquara, wygrywając 3:1. Pierwszą bramkę dla nowego klubu zdobył Quirino. Klub zagrał wtedy w następującym składzie: Bob, Hugo, Edgar, De Lúcia, Quirino, Miguelzinho, Morgero, Dema, Pereira Lima (Nelsinho), Fordinho, Birigui.
W 1957 América po raz pierwszy zwyciężyła drugą ligę stanu São Paulo, wyprzedzając na finiszu klub São Bento. Zwycięstwo dało awans do pierwszej ligi stanowej.
W 1978 América zadebiutował w pierwszej lidze brazylijskiej (Campeonato Brasileiro Série A), zajmując w koncowej klasyfikacji 38. miejsce. Ponowny udział w I lidze brazylijskiej w 1980 zakończył się zajęciem 32. miejsca.